# Hangö udd

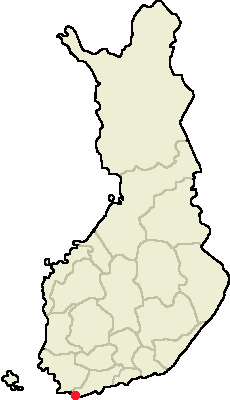
Hangö udd

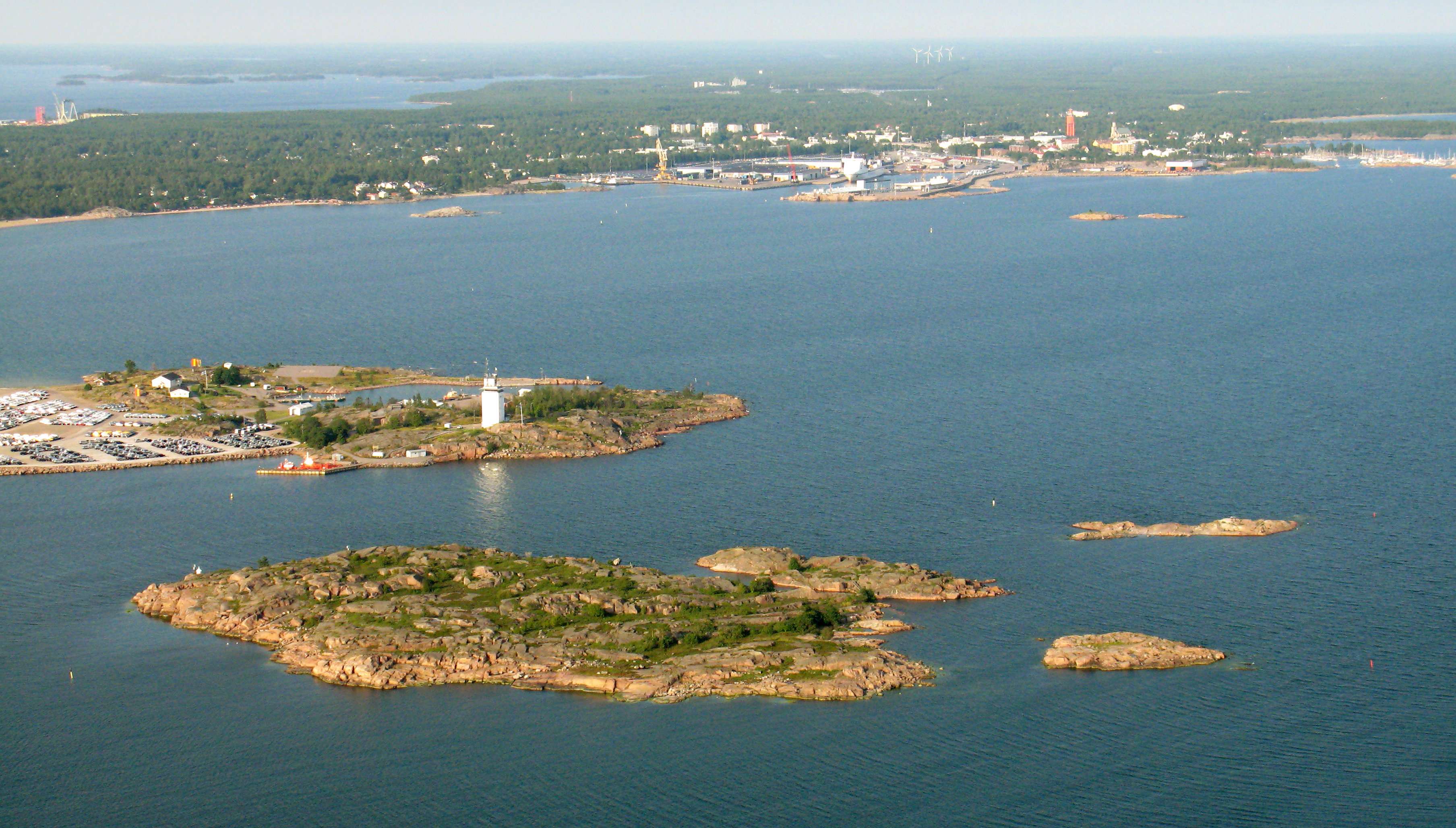
Den ena delen av Hangö udds sydligaste spets, Tulludden. Den allra sydligaste fastlandspunkten på Tulludden ligger något västerut.

Hangö udd (finska: Hankoniemi) är Finlands sydligaste halvö på fastlandet. Udden är en cirka 30 km lång och långsmal landtunga som sträcker sig i sydvästlig riktning ut från fastlandet.                               
På udden ligger en stad, Hangö. Bland andra samhällen på udden kan nämnas Lappvik, Tvärminne, Harparskog, Skogby och Leksvall. Ungefär halva delen av udden hör till Hangö stad medan den andra halvan tillhör Raseborgs stad.

## Geologi
Hangö udd utgör en del av Salpausselkä (Stängselåsen, som sträcker sig genom södra Finland), som i sin tur är en del av mellansvenska israndzonen som sträcker sig från södra Norge genom Sverige och Finland in i Ryssland upp mot Norra ishavet. Hangö udd är således uppbyggt av både sandmorän, och isälvsgrus som formar både kullar, åsar och sänkor. En del av bergen hyser jättegrytor och åsryggarna hyser dödisgropar som i dag kan vara svåra att urskilja från jättelika krevadgropar som härstammar från krigstiden på udden (se: Hangöfronten). Här återfinns även ett antal små insjöar. På sydsidan av udden finns flera långgrunda sandstränder

## Klimat
Hangö udd omges av en vid skärgård med otaliga holmar och skär. Egentliga Östersjöns avgränsas av en linje från Hangö udd till det nordvästligaste hörnet på Estlands fastland. Udden omges på respektive sidor av fjärdarna Hangö västra fjärd (fi. Hangon läntinen selkä) och Hangö östra fjärd (fi. Hangon itäinen selkä). På udden råder ett milt havsklimat. De vanligaste vindarna kommer från väst-sydväst-syd.   Årsmedeltemperaturen ligger på cirka +4,7 °C.                          

## Vegetation
Hangö udd utgörs av flera biotoper som uppvisar en stor variationsrikedom. Udden hyser ett antal helt unika växter för Finland. På udden förekommer både barrskog och lövskog. Skogsbränder och granatsplitter förstörde stora arealer av skog under krigstiden. 

## Fågellivet
Hangö udd hyser en för södra Finland normal häckfågelfauna. Här förekommer ett antal av södra Finlands vanligaste småfåglar som till exempel Talgoxe, Blåmes, Sädesärla, Domherre, Entita, Talltita, Större hackspett, Mindre hackspett, Spillkråka, Gök, Stare och givetvis alla i Östersjön förekommande sjöfåglar. Fågelskådare från hela Finland samlas vårar och höstar här för att iaktta flyttfåglar på genomfart.  

## Däggdjur/Kräldjur
Här finns även en för hela södra Finland normal däggdjursfauna med älg, räv, hare, rådjur, grävling och ekorre, liksom olika smågnagare. Bland kräldjuren kan nämnas snok och huggorm.  

## Historik
Hangö udd är en urgammal svenskbygd. Enligt vedertagen historieskrivning började svenska nybyggare kolonisera sydvästra Finland på 1100-talet som dessförinnan endast hade besökts av nomadiserande jägar- och fiskarfolk. Dessförinnan hade även svenska vikingar gjort strandhugg på udden under sina färder österut mot Novgorod i Ryssland. Efter det att flera industrier började på 1960-talet etablera sig på udden flyttade många finnar också in till udden. Till följd av detta är udden numera en tvåspråkig bygd (finlandssvenskar och finnar).   
År 1714 utkämpades Sjöslaget vid Hangö udd här.
På Hangö udd finns resterna av Hangöbefästningarna.
Under finska inbördeskriget landsteg den tyska Östersjödivisionen i april 1918 i Hangö och marscherade sedan vidare till Helsingfors. De kom för att stödja de borgerliga vita skyddskårerna.
Efter Finlands nederlag i finska vinterkriget tvingades det att utarrendera Hangö udd till Sovjetunionen som flottbas på 30 år. En fortifikationslinje, den så kallade Harparskoglinjen anlades av finländarna i rask takt tvärs över udden.
Den sovjetiska hangöbasen återtogs av finländarna i början av december 1941. Sovjetunionen inledde sjöledes utrymningen av Hangö udd redan i november 1941. Natten mot den 3 december 1941 utrymdes den sovjetiska hangöbasen för gott. Spåren från krigstiden är, än i dag, allestädes synliga på udden. 

## Tulludden
Längst i söder på Hangö udd finns Finlands sydligaste fastlandspunkt, Tulludden. Den är belägen inom Hangö stad.    